# Tiamina
La tiamina (o vitamina B1) è un composto chimico, isolato e cristallizzato per la prima volta nel 1926 ed è conosciuta anche con il nome di aneurina.

## Caratteristiche e processi chimici
Si compone di un anello tiazolico e di uno pirimidinico, uniti tra loro da un ponte metilenico. È una vitamina idrosolubile: in acqua forma soluzioni debolmente acide (N dell'anello tiazolico è fortemente elettronegativo, per cui forma un legame molto polare che spinge CH a comportarsi da acido rilasciando un protone) e ha una buona stabilità al calore e all'ossidazione.
Si inattiva in tempi rapidi con pH alcalino; inoltre, l'aggiunta di ferricianuro ne determina l'ossidazione a tiocromo, composto fluorescente utile per determinarne la quantità nei campioni.
La tiamina, una volta assunta con gli alimenti, si presenta nell'intestino in forma libera o come fosfoestere, nel qual caso viene poi sottoposta ad idrolisi dalle fosfatasi. La forma libera della vitamina viene assorbita da due diversi tipi di meccanismi di trasporto: uno attivo saturabile (operante a concentrazioni di tiamina fisiologiche di circa 2 µM) e uno passivo non saturabile (operante a concentrazioni più elevate).
I processi di assorbimento avvengono per lo più a livello del duodeno e diminuiscono lungo l'intestino tenue. Una volta entrata negli enterociti, la tiamina viene liberata nel plasma o in forma libera o coniugata con un gruppo fosfato (tiamina monofosfato).
Una volta arrivata nei tessuti essa viene fosforilata a tiamina pirofosfato (TPP), la forma attiva, dalla tiamina-pirofosfato sintetasi. La tiamina pirofosfato è il coenzima delle decarbossilasi dei chetoacidi e delle transchetolasi. Svolge un ruolo importante nella decarbossilazione ossidativa del piruvato e dell'α-chetoglutarato nel ciclo di Krebs (importante per la formazione di energia metabolica) e nella reazione transchetolasica nel ciclo dei pentosi fosfato (importante per la produzione di NADPH e di ribosio 5-fosfato).
Il meccanismo chimico delle reazioni in cui interviene la tiamina prevede la formazione di un legame covalente tra C2 dell'anello tiazolico ed il carbonio carbonilico della molecola da trasformare. Successivamente si sviluppa una reazione di decarbossilazione (perdita di CO2). La transchetolasi, invece, catalizza il trasferimento di un gruppo aldeidico da un donatore ad un accettore.
La vitamina B1 è necessaria per la sintesi dell'emoglobina nel sangue e per la produzione di acido γ-amminobutirrico (GABA) a partire dall'acido glutammico.

## Fonti alimentari
La tiamina si trova in alimenti di origine animale e vegetale. Generalmente negli alimenti vegetali si trova in forma libera, mentre in quelli animali si trova anche in forma fosforilata, mono-fosfato e di-fosfato.
Molto ricchi di tiamina sono i legumi, il germe e il pericarpo dei cereali. Negli alimenti animali le maggiori concentrazioni si trovano nel fegato, nel rene, nel cervello e nell'intestino. Un'altra fonte importante di tiamina è il lievito di birra.

## Carenza
La tiamina è poco immagazzinata nell'organismo e la sua mancanza nella dieta porta a problemi metabolici, in particolare nel metabolismo dei carboidrati, visibile pochi giorni dopo, con un aumento plasmatico degli α-chetoacidi (acido piruvico e lattico) e un abbassamento dell'attività transchetolasica degli eritrociti (quest'ultimo parametro viene usato per valutare lo stato nutrizionale di tiamina).
La carenza cronica di tiamina provoca alterazioni del sistema nervoso e dell'apparato cardiovascolare, con evoluzione subacuta e potenzialmente fatale. L'incidenza di deficit di tiamina è stato notevolmente ridotto in seguito all'introduzione della fortificazione dei cereali, ma risulta ancora un notevole problema sanitario nelle popolazioni dell'Asia orientale facenti uso di riso brillato ed anche in soggetti suscettibili nei paesi sviluppati, come alcolisti, donne gravide, pazienti soggetti a malassorbimento, soggetti malnutriti.
Le manifestazioni cliniche del deficit di tiamina sono:
1. Insufficienza cardiaca con shock iperdinamico (beriberi umido).
2. Polineuropatia (beriberi secco): di tipo sensitivo motorio, motorio puro, oppure sensitivo puro, talora con un quadro di grave disequilibrio secondario ad atassia sensitiva.
3. Encefalopatia di Wernicke, caratterizzata da confusione mentale, oftalmoparesi, atassia cerebellare e psicosi di Korsakoff, la sua evoluzione cronica dementigena, caratterizzata da amnesia e confabulazione.
4. Neuropatia ottica.

## Livelli di assunzione e tossicità
I livelli di assunzione raccomandati sono difficili da definire in quanto variano a seconda della dieta e dello stato fisiologico/patologico dell'individuo. Al momento se ne consiglia una quantità di 0,4 mg/1000 kcal (0,8 mg in caso di diete inferiori a 2000 kcal).
Non si conoscono fenomeni di tossicità da tiamina, in quanto la quantità eccedente viene rapidamente eliminata con le urine.